# Quiina attenuata
Quiina attenuata är en tvåhjärtbladig växtart som beskrevs av J. V. Schneid och Zizka. Quiina attenuata ingår i släktet Quiina och familjen Ochnaceae. Inga underarter finns listade i Catalogue of Life.